# مسجد نارداران
مسجد نارداران یا مسجد بی‌بی رحیمه
- مسجدی با ۴ مناره از دوران صفویه در آبشرون.
یکی از آثاری که نشان می دهد سنت های معماری سده پانزدهم شیروان در قرن هفدهم ادامه داشته است، مسجدی است که در سال ۱۶۶۳ در روستای نارداران منطقه آبشرون ساخته شد. کتیبه روی بنا نشان می دهد که این بنا توسط معمار مرادعلی ساخته شده است. مسجد نارداران از نظر ساختاری و فنی شبیه به مساجد شیروان قرن پانزدهم است. در اینجا به ویژه باید اشاره کنیم که سنگ ها با طعمی نفیس و به شکل خاصی تراشیده شده اند. مسجد نارداران به همان کیفیت بناهای مجموعه کاخ شیروانشاه ساخته شده است.
در ساختار مسجد نارداران نیز جنبه های اصیلی وجود دارد. قسمت جدیدی که در مجاورت قسمت مستطیل شکل اصلی مسجد ساخته شده است به عنوان راهرو عمل می کند. بازدیدکنندگان مسجد پس از درآوردن کفش های خود وارد نمازخانه می شوند.

## تاریخچه و اهمیت
مسجدی باستانی که در زمان شاه عباس دوم در سال ۱۰۷۳ هجری قمری (۱۰۷۳ هجری قمری - ۶۳-۱۶۶۲ م) بنا شده است این مسجد در جنوب شرقی روستای نارداران باکو در فاصله ۲۵۰ متری جنوب از قلعه باستانی واقع شده است. ، در منطقه ملا طالبلی. در مجاورت آن تنها مسجد تابستانی روباز آذربایجان قرار دارد. تاریخ ساخت مسجد سرپوشیده: (۱۲۸۳ هجری - ۱۸۶۶ م).
یک راه پله مارپیچ ۱۴ پله ای از دیوار پشتی به پشت بام مسجد منتهی می شود. در ورودی پشت بام چتری قوسی شکل وجود دارد. در فاصله ۲ متری ورودی اتاق اول مسجد، در ورودی به اتاق دوم که اتاق اصلی مسجد است، قرار دارد. طول آن ۷٫۴ متر و عرض آن ۷٫۴ متر است. مسجد دارای گنبدی بر چهار طاق است که بر چهار ستون تکیه دارد. هر ستون از یک سنگ جامد ساخته شده است. در حین ساخت، طاقچه هایی برای قرآن و کتب در دو سمت راست و چپ دیوار شمالی ساخته شد و در هر گوشه حجره هایی - محل اقامه نماز - اختصاص یافت.
در دیوار جنوبی محراب به سبک عربی قرار دارد. برای روشن کردن شمع در وسط مسجد یک لوستر آویزان شده است. در حال حاضر آن لوستر در دسترس نیست. به گفته نمایندگان نسل قدیم، این مسجد باستانی دارای منبر دست ساز بسیار زیبایی بوده است. در زمان حکومت شوروی، منبع توسط دولت گرفته شد. شیخ احمد ناردارانی از مجتهدان روستا که در نجف درس خوانده بود در اینجا به تبلیغ دینی می پرداخت. از آنجایی که مسجد در منطقه ای ماسه ای واقع شده است، در اثر طوفان های شدید شن، مانند گنبدی در زیر خاک مدفون شده است. این را عکس های آرشیوی ثابت می کند. مسجد دارای دو در بیرونی است: در اصلی در ضلع غربی با کتیبه ای بر روی آن و در دیگر در ضلع شرقی است - به احتمال زیاد این در به دلیل ظاهر جدیدش نسبتا دیرتر ساخته شده است.
سقف این مسجد دارای گنبدی ۸ گوشه است. در انتهای گنبد سنگ قفلی وجود دارد. بالای در اصلی، زیر طاق، کتیبه ای عربی به طول ۰٫۷ متر و عرض ۰٫۶ متر وجود دارد. ترجمه کتیبه چنین است: «ساخت این مسجد مقدس در زمان سلطان دلاور و نیکوکار در زمان شاه عباس - صفوی - موسوی - الحسین پسر سلطان به او عمر طولانی عطا کند - شیخ مظفر ۱۰۷۳.
در بین اهالی روستا (و در برخی منابع مکتوب) این مسجد به مسجد «حاجی بخشی» معروف است.
نام حاکم صفوی در اینجا شاه عباس دوم است. هجری ۱۰۷۳ برابر با ۱۶۶۲-۶۳ میلادی است.